# Колумбия (окръг, Джорджия)
Вижте пояснителната страница за други значения на Колумбия.
Окръг Колумбия (на английски: Columbia County) е окръг в щата Джорджия, Съединени американски щати. Площта му е 798 km², а населението - 115 766 души. Административен център е населеното място Аплинг.